# Gruen Guild Playhouse
Pour les articles homonymes, voir Gruen.

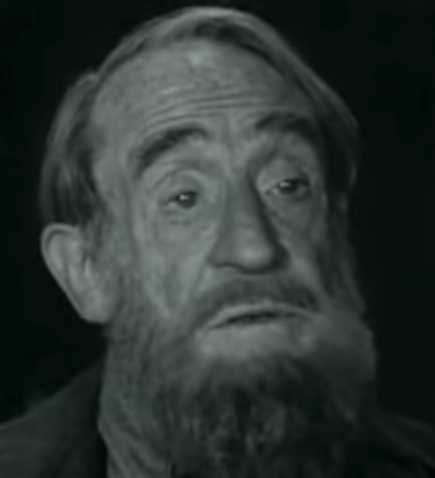
Houseley Stevenson dans Gruen Guild Playhouse (épisode Joe Santa Claus).

Gruen Playhouse (également connu sous le titre Gruen Guild Playhouse) est une série d'anthologie dramatique américaine diffusée sur ABC ainsi que sur le défunt réseau DuMont Television Network. La série a été diffusée de 1951 à 1952.

## Réalisateurs
- Richard Irving : (14 épisodes, 1951-1952)
- Axel Gruenberg : (10 épisodes, 1951-1952)
- Norman Lloyd : (3 épisodes, 1952)

## Distribution
- Robert Hutton : (4 épisodes, 1951-1952)
- Steve Brodie : Johnny Collins (3 épisodes, 1951-1952)
- Bonita Granville : (3 épisodes, 1951-1952)
- Ludwig Donath : Storekeeper (3 épisodes, 1952)
- Raymond Burr : (3 épisodes, 1952)
- Marjorie Reynolds : (2 épisodes, 1951)
- Ann Rutherford : (2 épisodes, 1951)
- Gordon Oliver : (2 épisodes, 1951-1952)
- Ruth Warrick : Opera Singer (2 épisodes, 1951-1952)
- Kristine Miller : Doctor (2 épisodes, 1951)
- Bruce Cabot : (2 épisodes, 1951-1952)
- Alan Mowbray : (2 épisodes, 1951-1952)
- Peter Brocco : Mr. Grimes (2 épisodes, 1951)
- Jeri Lou James : Emma Peters (2 épisodes, 1951)
- Ross Elliott : (2 épisodes, 1951-1952)
- Barry Kelley : (2 épisodes, 1951-1952)
- John Milton Kennedy : (2 épisodes, 1951-1952)
- Ralph Sanford : (2 épisodes, 1951-1952)
- Paul Bryar : (2 épisodes, 1951)
- Byron Foulger : (2 épisodes, 1951)
- Mari Aldon : (2 épisodes, 1952)
- Henry Brandon : (2 épisodes, 1952)
- Elisabeth Fraser : (2 épisodes, 1952)
- Douglas Kennedy : (2 épisodes, 1952)
- Lee Phelps : (2 épisodes, 1952)
- Lynne Roberts : (2 épisodes, 1952)
- Randy Stuart : (2 épisodes, 1952)
- Houseley Stevenson : l'oncle Willy (saison 1, épisode 13 Joe Santa Claus, 1951)